# Railleu
Railleu là một xã trong tỉnh Pyrénées-Orientales, vùng Occitanie phía nam nước Pháp. Xã Railleu nằm ở khu vực có độ cao 1412 mét trên mực nước biển.